# Le Duchat de Dorville

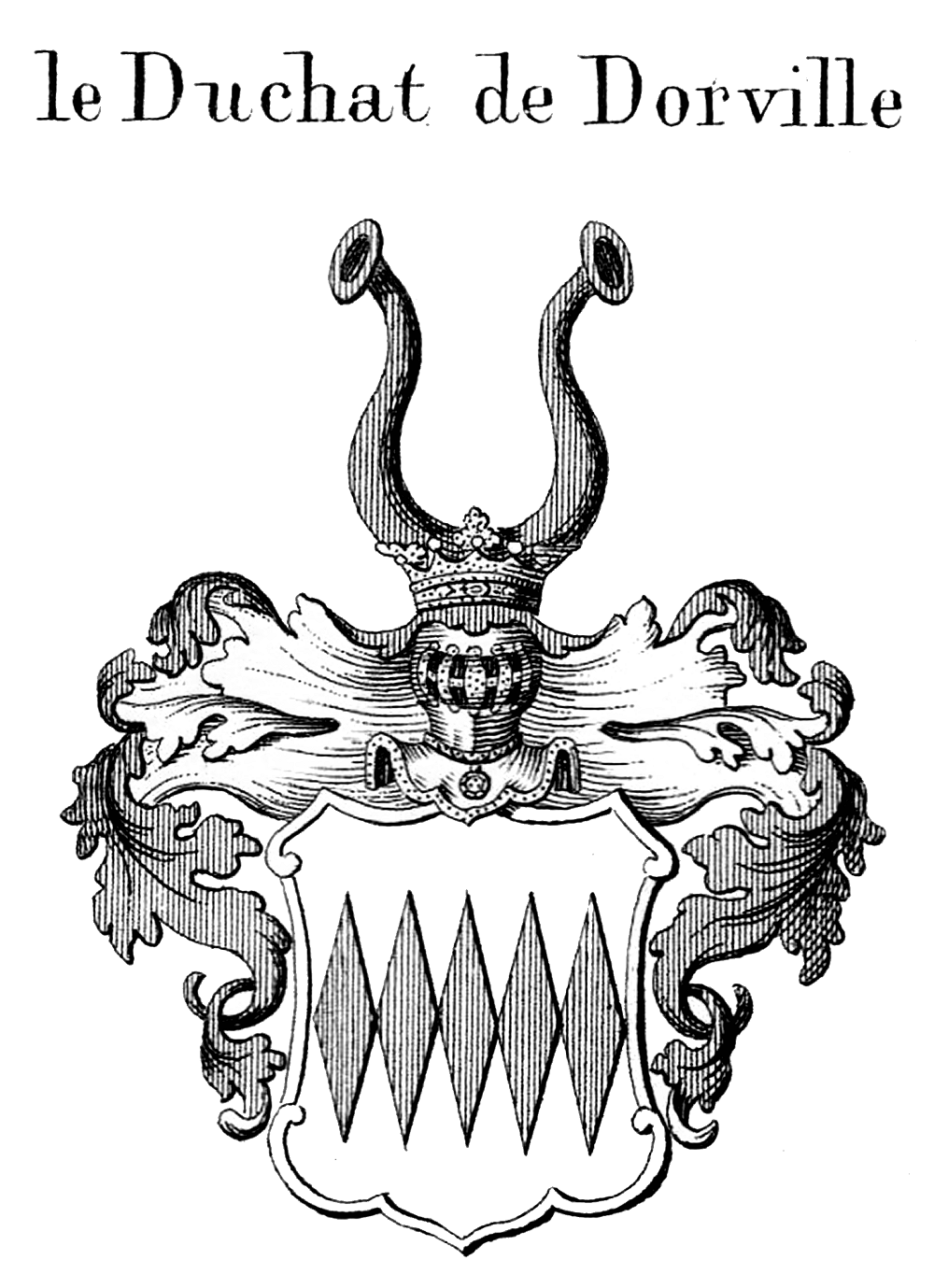
Wappen der Le Duchat de Dorville

Le Duchat de Dorville war/ist eine Adelsfamilie aus der Champagne, nähe Troyes.
Im Mittelalter wurde die Stadt zu einer der Hochburgen der Hugenotten. Teile der Familie flüchteten während der Religionskriege – Bartholomäusnacht (auch Pariser Bluthochzeit genannt) – 1572 nach Metz. Nach Widerruf des Edikt von Nantes am 18. Oktober 1685 durch König Ludwig XIV. (Edikt von Fontainebleau) floh ein Teil der Familie nach Berlin zu der dortigen hugenottischen Kolonie. Die dort nachgeborenen Familienmitglieder wurden Offiziere, bzw. Staatsbeamte. Bereits am 25. März 1704 wurde die Familie diesmal von Friedrich I. geadelt. 1835 verstarb der letzte männliche Berliner Namensträger des Familienstammes der le Duchat de Dorville in Berlin. In Frankreich haben sich Namensträger erhalten.

## Ursprünge der Familie le Duchat de Dorville
In ersten Urkunden von 1538 wird ein Claude le Duchat und dessen Sohn Claude der Jüngere erwähnt. Vom 6. April 1540 datiert ein Patent Franz I. von Frankreich, der ihnen Boden und Herrschaft von Myri zuspricht. Ein anderer Sohn dieses Claude, Thomas le Duchat (* 1527 in Troyes; † 1627 in Metz), flüchtete um 1570 nach Metz und Gédéon (1) le Duchat (1566–1636), einer seiner Söhne, machte bemerkenswerte Errungenschaften, die er seinen Kindern hinterließ, unter anderem die Lehen von Charly, Montigny und Dorville.
Das französische Dorf Dorville liegt dicht bei Faulquemont, etwa vier Meilen von Metz. Montigny liegt oberhalb von Metz. Charly-Oradour auf dem rechten Moselufer Richtung Thionville, Dommange-ville zwischen Dorville und Metz am Fluss Nied.
Einer der Söhne des Gédéon (1) le Duchat, auch Gédéon (2) genannt, führte zuerst den Namen Dorville. Die anderen Söhne blieben in Nancy und wurden wieder katholisch. Namentlich wurde ein Enkel Marquis de Rurange. 1814 ist noch ein Oberleutnant als Kommandant von Nancy Namensträger.

## Gédéon (2) le Duchat, Sieur de Dorville (N.N.–1645)

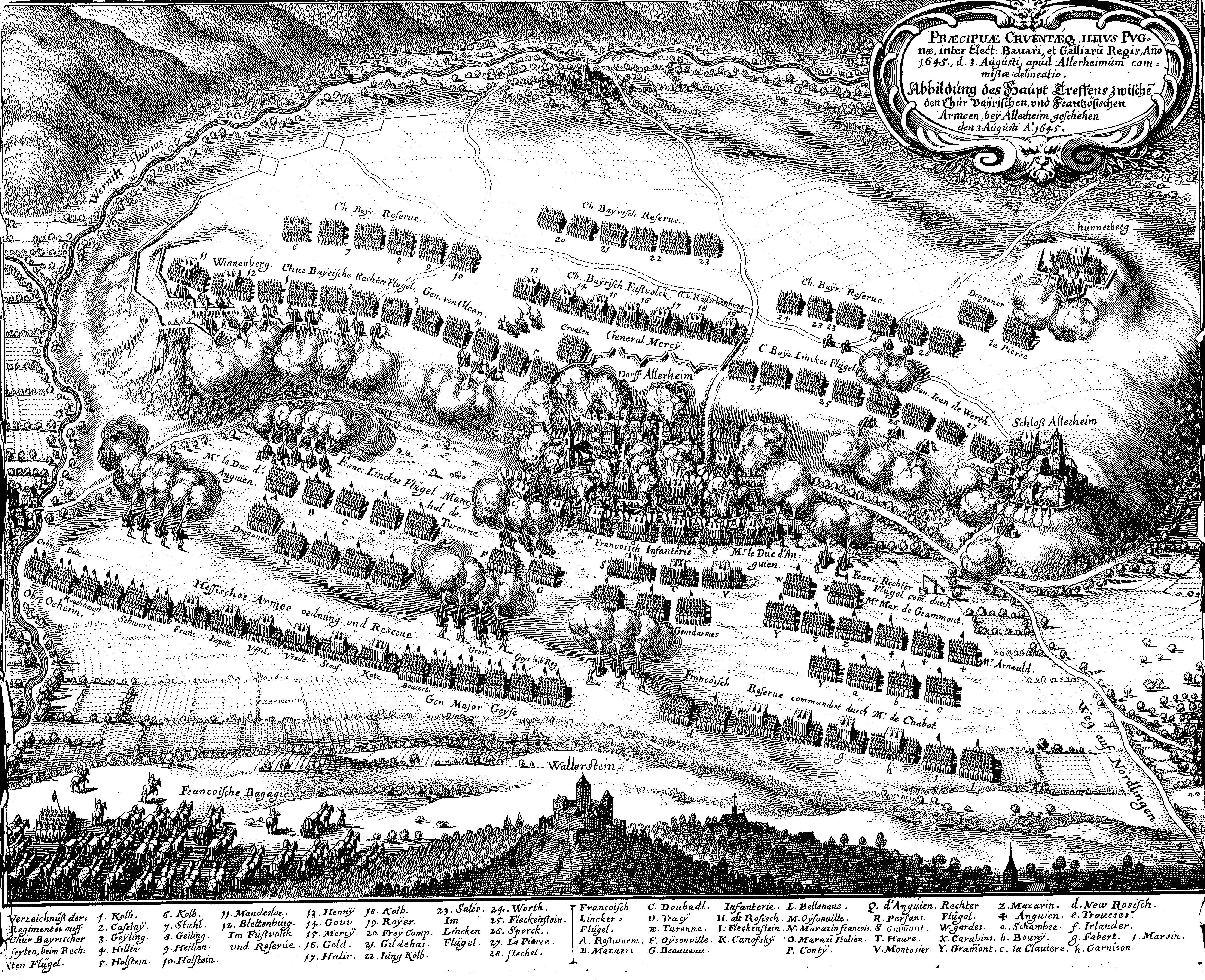
Schlacht bei Alerheim 1645

Gédéon (2) führte zuerst den Namen Dorville. In seinem Trauschein vom 26. September 1640 steht: Herr Gédéon le Duchat, Sieur de Dorville, Capitain-Leutnant im Regiment d’Houdancourt, Sohn des Verstorbenen Gédéon le Duchat, Seigneur de Charly. Er starb am 3. August 1645 in der Schlacht von Alerheim an zehn großen Verletzungen. Alerheim ist ein bayrisches Dorf am Ries, zwischen Donauwörth und Oettingen in Bayern. Hier kämpften französisch-weimarisch-hessischen Armee und bayerisch-kaiserlichen Truppen unter dem Oberbefehlshaber der kaiserlich-bayerischen Armee der Katholischen Liga im Dreißigjährigen Krieg Franz von Mercy, welcher hier fiel. Die sehr verlustreiche Schlacht endete mit einem französischen-alliierten Sieg. Der siegreiche Herzog d’Enghien Louis II. de Bourbon, prince de Condé, der spätere Grand Condé, und Marschall Turenne Henri de La Tour d’Auvergne, vicomte de Turenne hatten den Sieg mit furchtbaren Verlusten erkauft. Militärisch war diese Schlacht für Frankreich ein Pyrrhussieg, der keine Entscheidung brachte, da Frankreich nicht in der Lage war, weiter nach Bayern vorzurücken. Diese Pattsituation führte aber dazu, dass die Friedensverhandlungen letztendlich forciert und weitergeführt wurden. Das Dorf Alerheim wurde so schwer verwüstet, dass sein Wiederaufbau erst nach 70 Jahren beendet war. Gédéon (2) le Duchat de Dorville hinterließ einen Sohn Gedeon (3), geboren am 30. Juni 1642, getauft am 5. Oktober 1642.

## Gédéon (3) le Duchat de Dorville (1642–1676)
König Ludwig XIV. ernannte am 24. März 1668 diesen Gedeon (3) zum Leutnant, am 10. März 1672 zum Major und am 25. Januar 1674 zum Capitän im Regiment von Marschall Turenne. Er heiratete am 3. Mai 1675 noch während des Krieges. Sein Kriegsherr Marschall Turenne befehligte im Krieg gegen Holland 1672 die Armee am Niederrhein gegen die Kaiserlichen und Brandenburger. 1673 zwang er den Großen Kurfürsten zum Vertrag von Vossem (16. Juni 1673), wurde aber dann von Ernesto Montecuccoli zurückgedrängt. 1674 überschritt Marschall Turenne bei Philippsburg den Rhein, schlug am 16. Juni den Herzog von Lothringen Herzogs von Lothringen Karl IV. bei der Schlacht bei Sinsheim und eroberte die ganze Pfalz, die er völlig verwüstete. Nachdem er am 4. Oktober Alexander de Bournonville bei Enzheim geschlagen hatte, räumte er das Elsass, trieb aber Anfang 1675 die Verbündeten wieder aus diesem Land, ging über den Rhein und traf im Juli bei Sasbach auf die Kaiserlichen unter Ernesto Montecuccoli. Ehe es aber zur Schlacht kam, wurde Turenne am 27. Juli 1675 bei einer Aufklärung des Terrains von einer Kanonenkugel getötet. Auch Gedeon (3) wurde schwer verletzt und erlag am 26. Januar 1676 seinen zwei schweren Verletzungen in Colmar/Elsass im Winterfeldzug von Marschall Turenne. Nach seinem Tod wurde ihm posthum der Sohn Gédéon (4) geboren.

## Gédéon (4) le Duchat de Dorville (1676–1750)
Nach Aufhebung des Edikt von Nantes durch Ludwig XIV. floh seine Mutter mit ihm aus Frankreich nach Berlin und ließ sich in der dortigen französischen Kolonie nieder. Als 27-Jähriger wurde er am 5. März 1703 Capitän im holsteinischen Regiment und 1704 Major bei den Wittgenstein Dragonern unter dem Befehl des ruchlosen August David zu Sayn-Wittgenstein-Hohenstein. Friedrich I. gab am 25. März 1704 dem Major Leduchat de Dorville ein Anerkennungsdiplom seines Adels. 1706 wurde er Oberstleutnant und 1711 Oberst bei den Pannwitzer Dragonern während des Spanischen Erbfolgekriegs (1701–1714). 1714 nahm er mit 38 Jahren seinen Abschied. Er war verheiratet mit Susanne Malchar (* um 1680; † 19. Januar 1721). Das Ehepaar hatte 3 Kinder:
1. Catharine Louise (* 1709; † 23. Juli 1771), verh. mit  Francois Auguste Pandin De Jarriges (* um 1696; † 4. Dezember 1756), Sohn des Joseph Pandin de Jarrige
2. Judith Sophie  (* 22. August 1712; † 23. Januar 1767), verh. mit  dem General Philippe Guillaume Duhan de Vence (* um 1709; † 1784)
3. Jean Louis (1714–1770)

### Wappen laut preußischem Adelsbrief von 1704
Sie führen im silbernen Schilde fünf nebeneinander mit den Spitzen nach oben stehende Carreux. Der Helm ist mit einer fünfperligen Freiherrenkrone bedeckt und mit zwei abwärtsgelegten Straussfedern auf jeder Seite geschmückt.

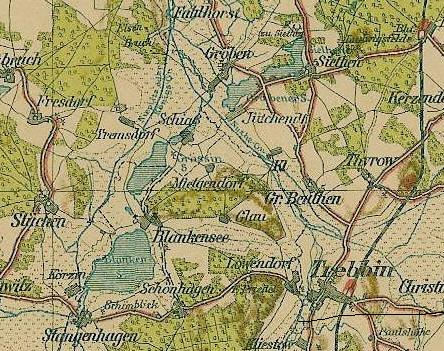
Mietgendorf Karte 1903

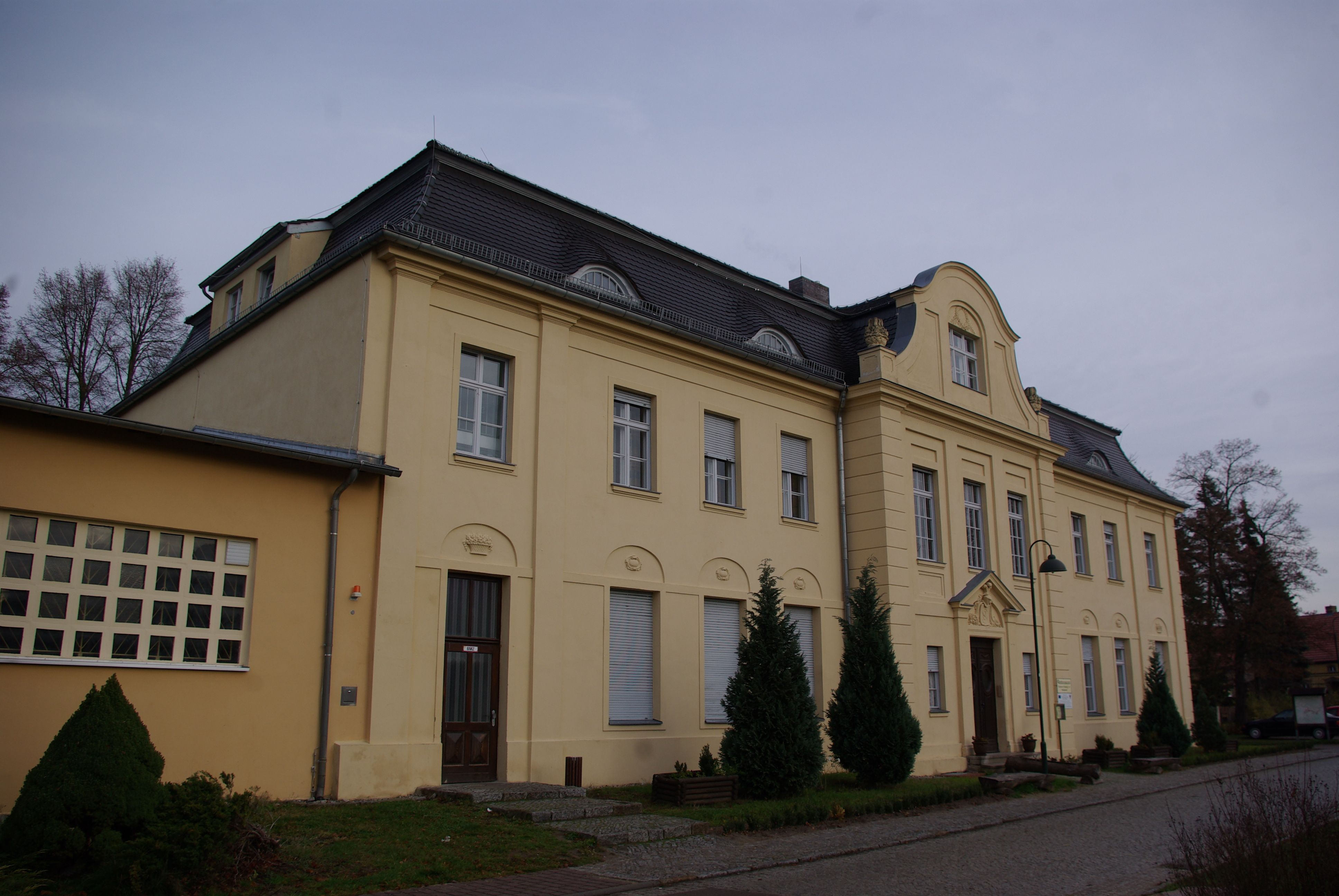
Gutshaus in Wahlsdorf

### GüterGaln (Glau), Mietgendorf im Teltowschen Kreis der Mark Brandenburg
Er besaß die Güter Glau, Mietgendorf im Teltowschen Kreis und Wahlsdorf (Dahme/Mark) (Luckenwaldescher Kreis) in der Provinz Mark Brandenburg.

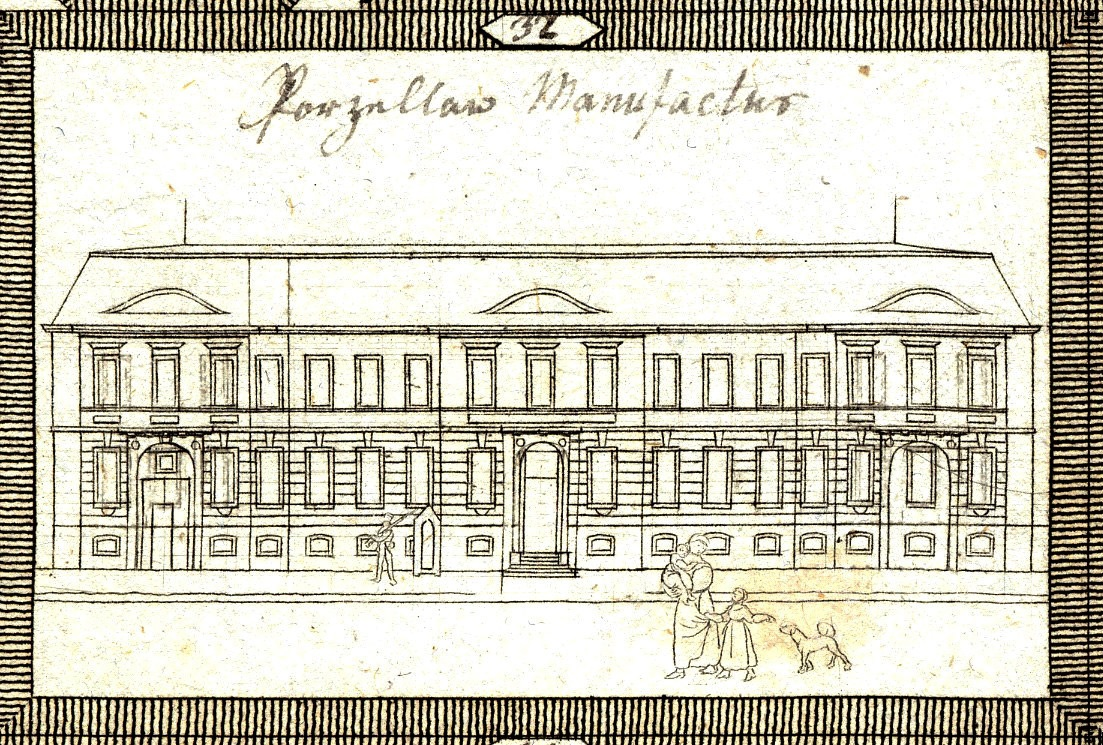
Porzellan Manufactur (ehemaliges Palais Dorville), Leipziger Straße 4

### Grundbesitz in Berlin, Leipziger Straße 4
1740 erwarb er in Berlin das 1735 für Christian Friedrich von Aschersleben erbaute Palais in der Leipziger Straße 4. Gédéon (4) le Duchat de Dorville starb am 25. Mai 1750 mit 74 Jahren. 1761 verkauften seine Erben das Palais an Johann Ernst Gotzkowsky, der hier eine Porzellanmanufaktur errichtete, die ab 1763 als Königliche Porzellan-Manufaktur Berlin weitergeführt wurde. 1871 wurde das Gebäude zum Provisorischen Reichstag umgebaut. Der Reichstag tagte bis 1894 in dem Gebäude. 1898 wurde das Gebäude zusammen mit dem Nachbargebäude Leipziger Straße 3 abgerissen, um dem Neubau des Preußischen Herrenhauses Platz zu machen. Seit 2000 befindet sich hier der Sitz des Bundesrates, ein Verfassungsorgan der Bundesrepublik Deutschland.

## Jean Louis le Duchat de Dorville (1714–1770)
Jean Louis le Duchat de Dorville wurde zunächst Landrat, dann Chef des französischen Oberdirektoriums und geheimer Tribunalrat, 1763 Kammergerichtspräsident und 1764 Staats- und Justizminister sowie Chef des reformierten Kirchen-Departements.

### 1. Ehe des Jean Louis le Duchat de Dorville
Aus der ersten Ehe des Jean Louis de Dorville/Johann Ludwig von mit Marianne Henriette De Mirande stammte der Sohn Ludwig von Dorville. Eine Tochter war mit dem Major von Jariges, Sohn des Philipp Joseph von Jariges, die andere Tochter mit dem holländischen General Duttan de Vence verheiratet. Jean Louis von Dorville (1714–1770) wurde zunächst Landrat, dann Chef des französischen Oberdirektoriums und geheimer Tribunalrat, 1763 Kammergerichtspräsident und 1764 Staats- und Justizminister sowie Chef des reformierten Kirchen-Departements.

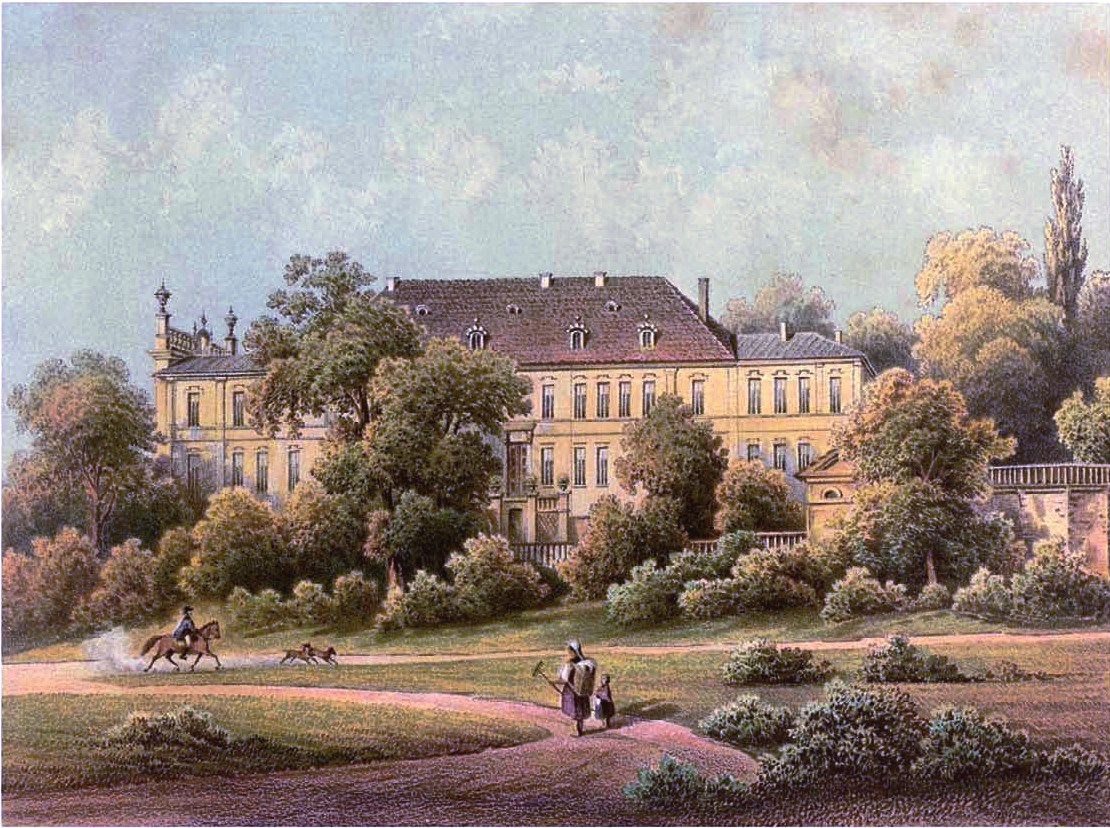
Schloss Golßen

### 2. Ehe des Jean Louis le Duchat de Dorville
In seiner zweiten Ehe war der Königliche Staatsminister Jean Louis de Dorville/Johann Ludwig von Dorville mit Henriette Charlotte de Béville verheiratet. Sie war die Tochter des Henry de Chenevix de Béville und Suzanne Baronin de Montolieu St. Hippolyte de Caton, Gard, Languedoc-Roussillon.
Aus dieser zweiten Ehe stammte seine einzige Tochter Susanne Sophie Marie Louise le Duchat von Dorville (* 19. Juli 1756 Berlin; † 2. September 1808 Schloss Golßen). Sie heiratete am 13. Mai 1776 den 16 Jahre älteren Behrendt Friedrich August von der Marwitz (1740–1793), Königlicher Kammerherr, früher Hofmarschall des Prinzen Ferdinand, Bruder König Friedrichs II. und seit 1786 Hofmarschall König Friedrich Wilhelm II. (Preußen). Das Ehepaar hatte 5 Kinder:

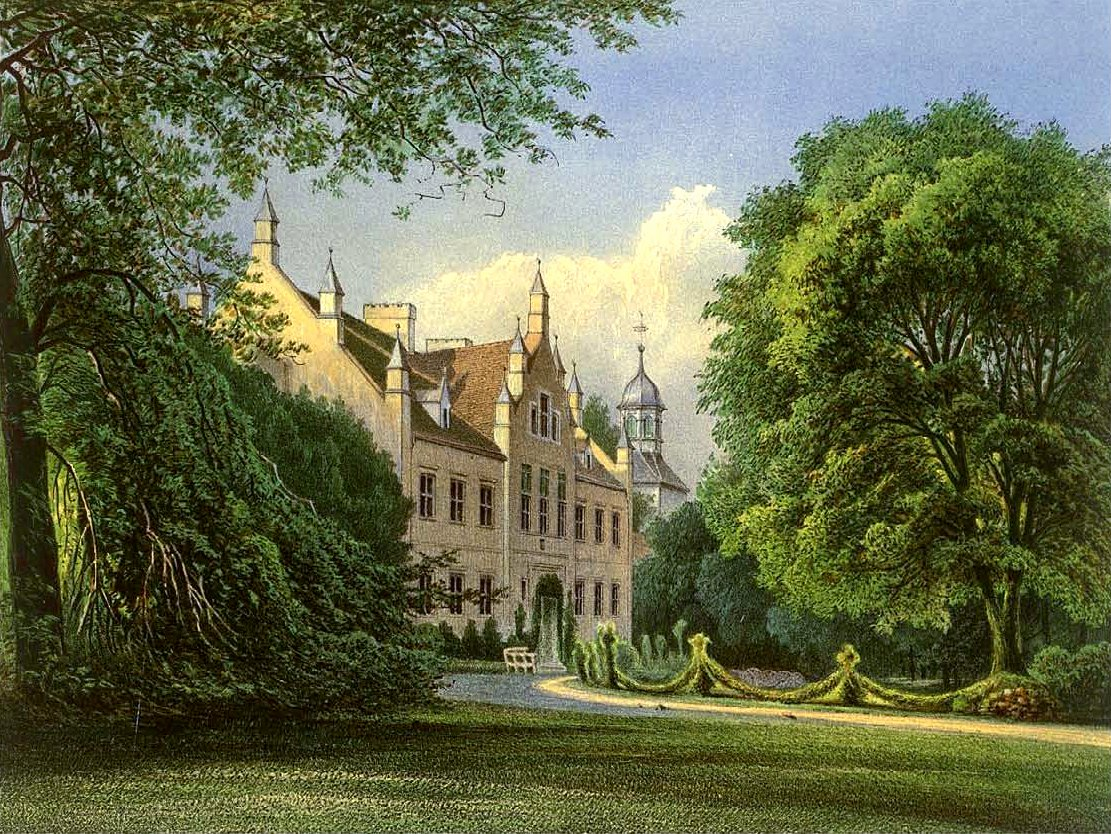
Schloss Friedersdorf

1. Friedrich August Ludwig von der Marwitz (* 29. Mai 1777; † 6. Dezember 1837), königlich-preußischer Generalleutnant und Politiker, Herr auf Gut Friedersdorf. Er wurde im Voss’schen Palais an der Wilhelmstraße (Berlin-Mitte), dem späteren Palais des Prinzen August geboren.[1] . Friedrich August Ludwig von der Marwitz erlangte in den Jahren 1806–1815 militärischen Ruhm.
2. Christian Gustav Alexander von der Marwitz (* 4. Oktober 1787 Berlin; † 11. Februar 1814, gefallen in der Schlacht bei Montmirail)
3. Anton Eberhard Konstantin von der Marwitz (* 2. Dezember 1790; † 9. Oktober 1809 gefallen bei Aspern (bei Wien))
4. Caroline Albertine Luise von der Marwitz (* 19. August 1792; † 23. Februar 1857), verh. mit Gustav Adolph von Rochus (1792–1847) preußischer Innenminister, zuvor Hofdame der Prinzessin Marianne von Preußen, geborene Maria Anna Amalie von Hessen-Homburg (1785–1846), Ehefrau des Prinzen Wilhelm von Preußen (1783–1851), jüngster Bruder des Königs Friedrich Wilhelm III. von Preußen.

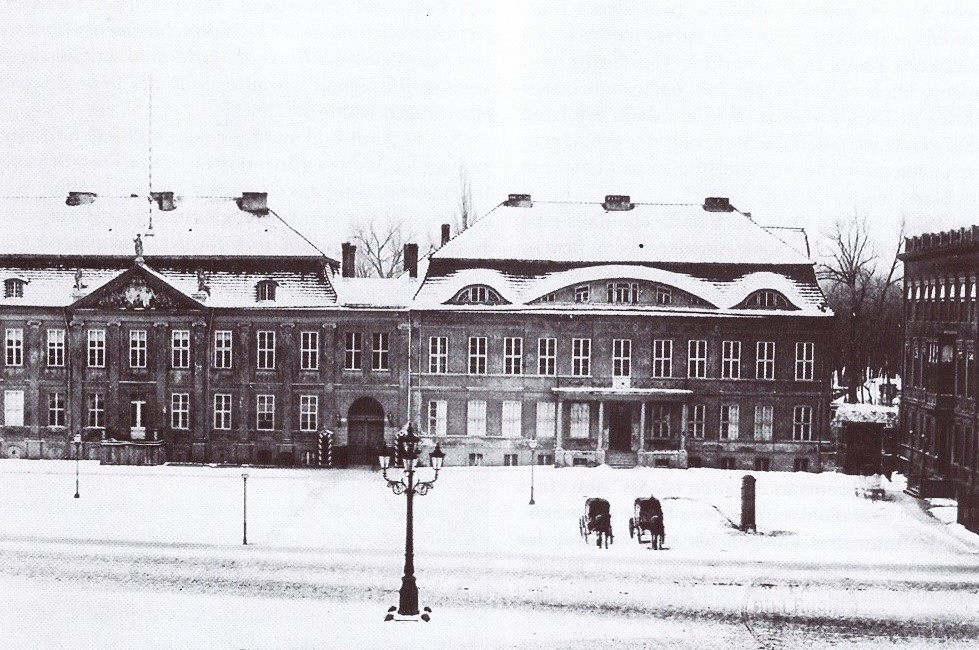
Palais Blücher (ehemaliges Palais Dorville) am Pariser Platz Nr. 2

### Grundbesitz Berlin, Pariser Platz 2
Das Haus in der Südwestecke des Pariser Platzes, vormals Im Quarree, mit der Nr. 2 wurde ursprünglich als Dorville’sches Haus bekannt, da es 1764 von Johann Ludwig von Dorville gekauft wurde. Ab 1806 gehört das Palais Franz Ludwig Fürst von Hatzfeld. 1816 wurde das Palais als Dank des Landesherrn dem 74-jährigen Generalfeldmarschall Gebhard Leberecht v. Blücher Fürst v. Wahlstatt für seine Verdienste in den Befreiungskriegen geschenkt. 1869–71 wurde das Haus umgebaut und aufgestockt. Der stumpfwinklige Westflügel des Hauses an der Königgrätzer Straße Nr. 140 begrenzte den Platz vor dem Brandenburger Tor. Es galt als das größte Berliner Mietshaus. Bis 1921 wohnten Blüchers Erben hier. 1931 brannte das Haus aus. Verloren gingen wertvolle Kunstwerke des früheren Hauptmieters Guido Henckel von Donnersmarck. Der oberschlesische Hocharistokrat war einer der reichsten Bewohner Preußens. 1931 kauften die USA das Haus, 1938 stellten sie das Gebäude wieder her und bezogen es 1939 als Botschaft der USA im Deutschen Reich. Im Zweiten Weltkrieg wurde es weitgehend zerstört. 2008 wurde der Neubau der Botschaft der Vereinigten Staaten in Berlin an gleicher Stelle eingeweiht.

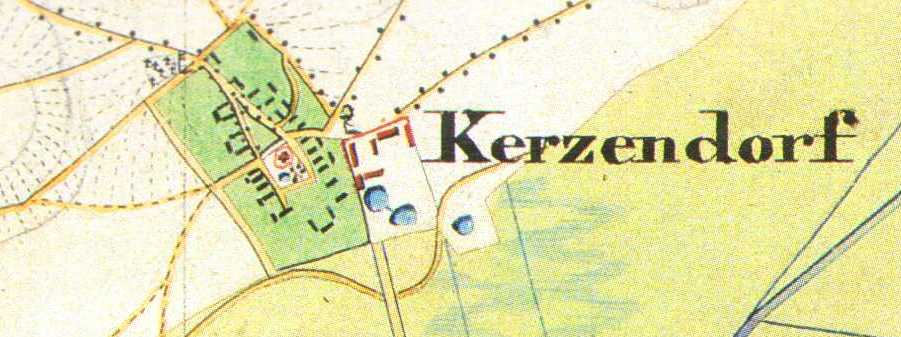
Kerzendorf, Ortsteil von Ludwigsfelde, Branden- burg, untergegangenes Schloss

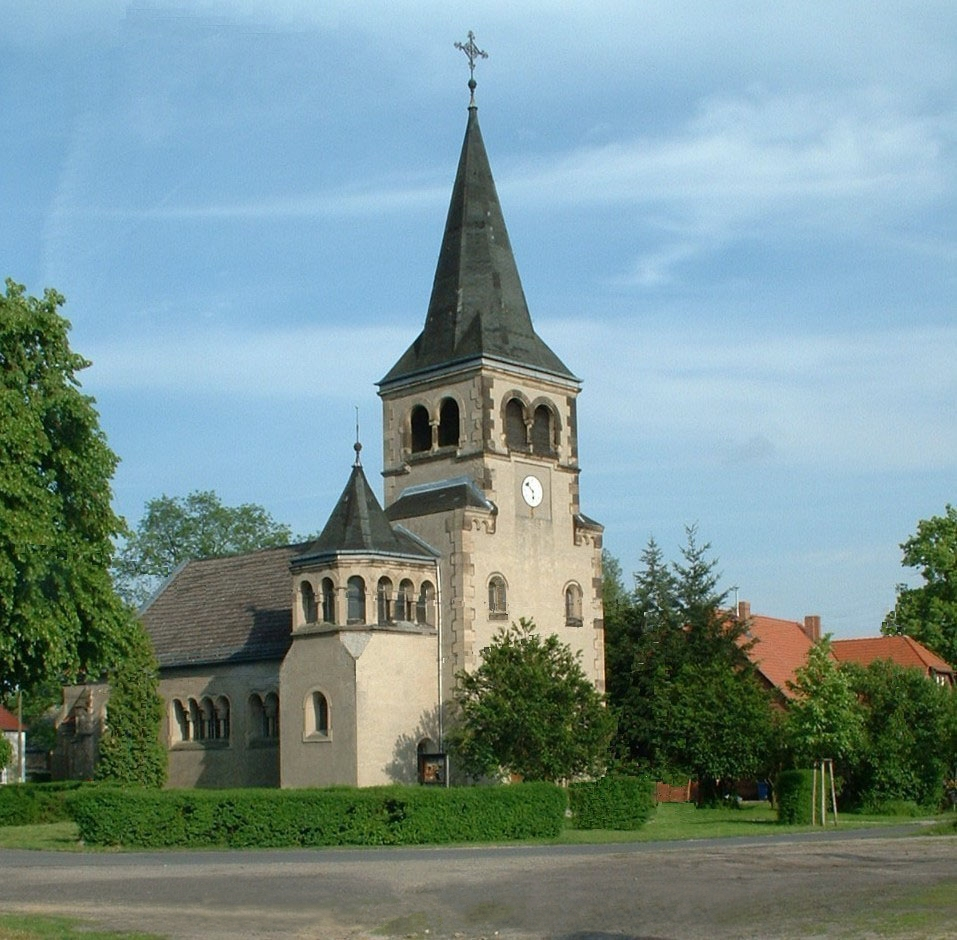
Kirche von Kerzendorf mit Sandsteinepitaph für Johann Ludovicus le Duchat de Dorville († 1770)

### Grundbesitz Gut Kerzendorf im Landkreis Teltow, ab 1756
Er besaß das Gut Kerzendorf im Landkreis Teltow und starb dort 1770. Kerzendorf gehörte ursprünglich zu den sog. brandenburgischen Lehen der Herren von Zossen, die diese von den brandenburgischen Markgrafen zu Lehen hatten. Bereits vor 1523 konnte zunächst die Familie von Schlieben (Adelsgeschlecht) eine Hälfte des Dorfes erwerben. Dieser Anteil kam 1523 in den Besitz derer von Schlabrendorf zu Schloss Beuthen. Er kam nach der Zerschlagung der Herrschaft an die von Schlabrendorf in Siethen. 1752 konnten sie auch die andere Hälfte erwerben. Doch bereits 1756 verkauften sie das ganze Dorf an Johannes Ludovicus le Duchat de Dorville. In der alten Kirche von Kerzendorf hat sich bis heute ein Sandsteinepitaph für Johann Ludovicus le Duchat de Dorville († 1770) erhalten. Also hat er sich nur 14 Jahre des Besitzes erfreuen können. Die Inschrift, die sein Sohn hat einmeißeln lassen, zeigt einen gerafften Vorhang, der von drei Putten gehalten wird. Darunter sind ein Doppelwappen und ein Totenkopf zu sehen. 1763 richtet König Friedrich II. in der „jetzigen großen Revolution“ in der Kaufmannschaft einen besonderen Gerichtshof für Wechselbankrotte ein unter dem Vorsitz des als höchst korrekt geltenden Präsidenten des Gerichts der französischen Kirchen-Gemeinde Jean Louis le Duchat de Dorville (1714–1770).

## Ludwig von Dorville (Louis le Duchat de Dorville) (1745–1801)

### Erste Ehe des Ludwig von Orville / Louis de Dorville
Er schloss seine erste Ehe 1772 mit Elisabeth Sophie Dorothea Wilhelmine Amalia von Schwerin (* 3. November 1749 in Berlin; † 27. Oktober 1787 in Berlin), einer Schwester des Generals Friedrich August Leopold Carl Graf von Schwerin (* 11. Dezember 1750 in Berlin; † 16. September 1836 in Berlin).

#### Wilhelm Heinrich Ludwig, letzter männlicher Berliner Spross der Familie le Duchat de Dorville, † 1835
Dieser Sohn aus der ersten Ehe des Ludwig von Dorville diente zunächst im Regiment Gensdarmes. Es war das berühmteste und exklusivste preußische Reiterregiment. Von 1805 bis 1806 war er Adjutant des Feldmarschalls Wichard von Möllendorff und führte während der Befreiungskriege 1815 drei Schwadronen als Kommandeur des 6. Kurmärkischen Landwehr-Kavallerie-Regiments im III. Armee-Korps unter Generalleutnant Karl Friedrich Bernhard Helmuth von Hobe (1765–1823), bzw. unter Befehl Generalfeldmarschall Gebhard Leberecht von Blücher (1742–1819) 411 Soldaten. Als Chef eines Leib-Kürassier-Regiments a. D. ist er 1734 außer Dienst gestellt worden und im hohen Alter 1835 in Berlin verstorben. Er war der letzte männliche Sohn dieses Berliner Familienstammes der le Duchat de Dorville.

### Zweite Ehe des Ludwig von Dorville / Louis de Dorville
Er war in seiner zweiten Ehe seit 1792 mit Karoline Sophie Friederike von Schweinichen (1771–1808 Memel) aus dem uralten schlesischen Adelsgeschlecht Schweinichens kinderlos vermählt. Sie war zeitweise die Oberhofmeisterin von Prinzessin Maria Anna Amalie von Hessen-Homburg (1785–1846), Ehefrau des Prinzen Wilhelm von Preußen (1783–1851), jüngster Bruder des Königs Friedrich Wilhelm III. von Preußen.

## Wappen
Blasonierung: In Silber fünf rote Wecken nebeneinander. Auf dem gekrönten Helm zwei rote Büffelhörner. Die Helmdecken sind rot-silbern.